# 6189 Völk
6189 Völk è un asteroide della fascia principale. Scoperto nel 1989, presenta un'orbita caratterizzata da un semiasse maggiore pari a 2,3047628 UA e da un'eccentricità di 0,1353320, inclinata di 5,94025° rispetto all'eclittica.
Dal 15 febbraio al 17 marzo 1995, quando 6204 MacKenzie ricevette la denominazione ufficiale, è stato l'asteroide denominato con il più alto numero ordinale. Prima della sua denominazione, il primato era di 6000 United Nations.
L'asteroide è dedicato a Elisabeth Völk, amica e collaboratrice dello scopritore.